# Радіоглушіння
Радіоглушіння — це навмисне глушіння, блокування або перешкоди дозволеному бездротовому зв'язку. У США прилади радіоглушіння («заглушки» або «джемери» від англ. «to jam» — заглушати, заважати) є незаконними, і їх використання може призвести до великих штрафів.

## Опис

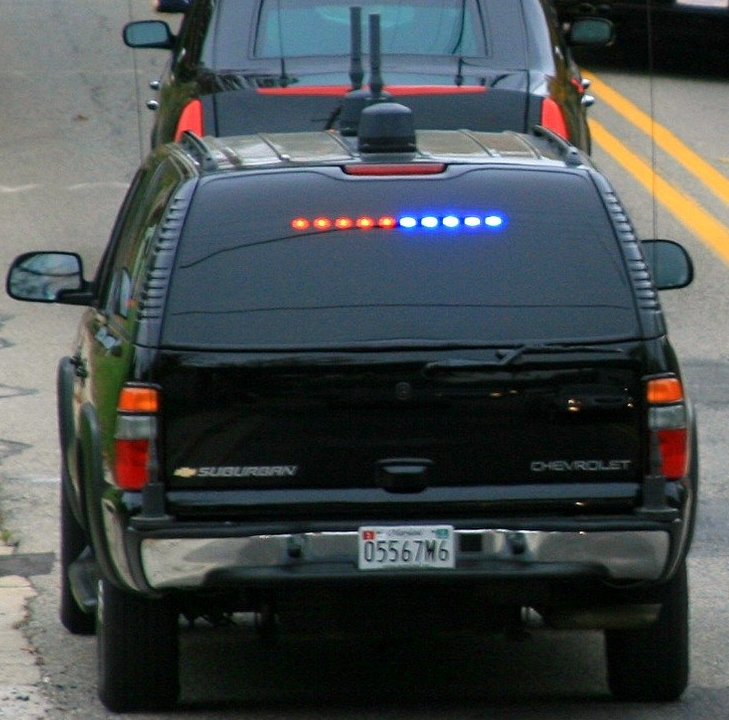
Авто президента США з глушителями Секретної служби, що захищає автомобіль кортежу президента

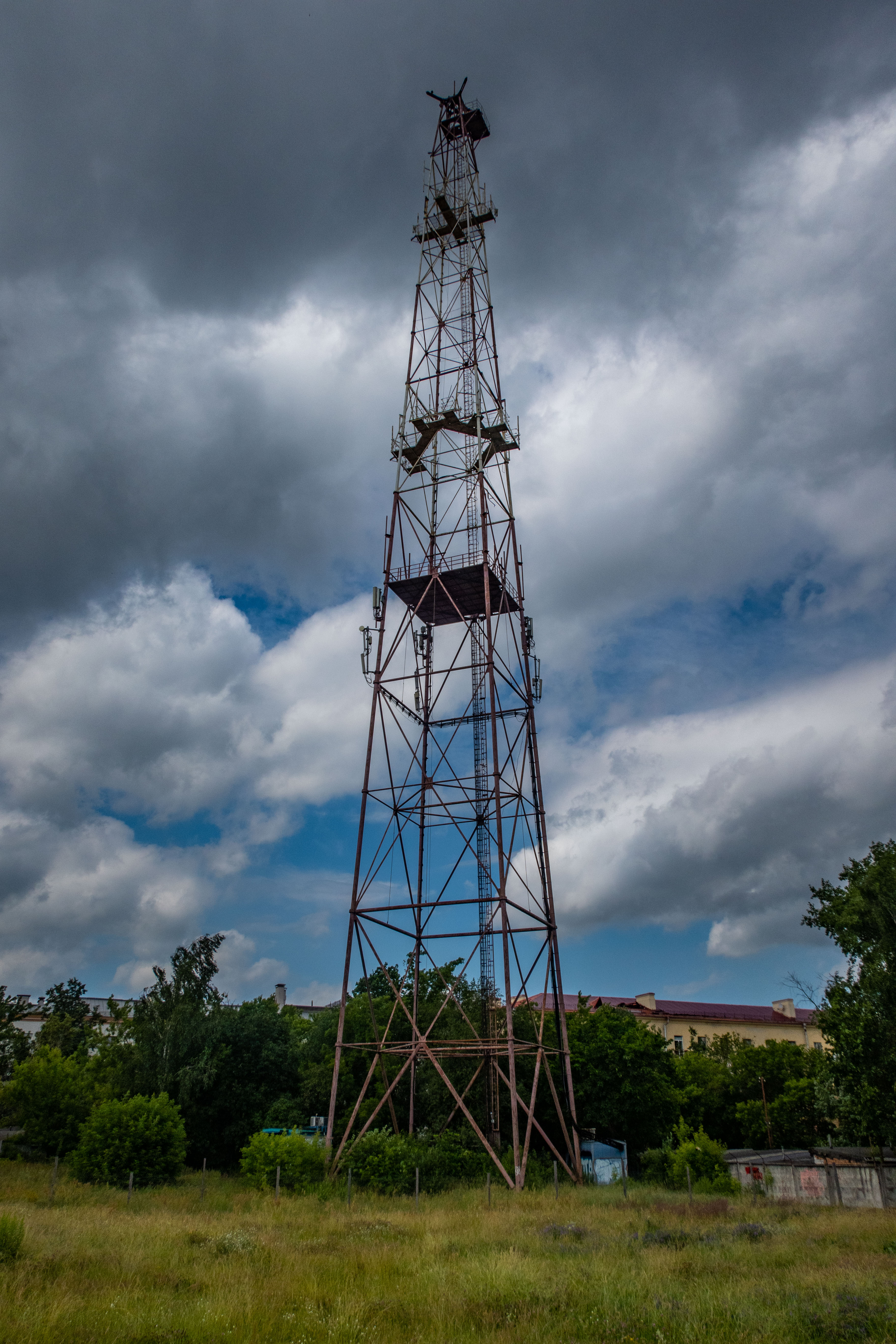
Радіоглушіння

По суті, це те ж саме радіомовлення, тільки замість звичайних текстових, музичних або інших програм в ефір передається спеціальний сигнал з гулу й тріску. Крім шуму, застосовуються також голоси («мовний сигнал») і навіть музика. Підготовлений сигнал передається на тій частоті, де працює радіостанція, яку потрібно заглушити. У деяких випадках заглушувачі працюють за допомогою передачі радіосигналів, які порушують зв'язок, зменшуючи співвідношення сигнал-шум. Зазвичай саме радіозв'язок вважають головною вразливістю бездротових систем безпеки.
Концепція може бути використана в бездротових мережах передачі даних для порушення потоку інформації. Це поширена форма цензури в тоталітарних країнах, щоб не допустити потрапляння в країну іноземних радіостанцій у прикордонних районах.
Глушіння зазвичай відрізняють від перешкод, які можуть виникати через несправності пристрою або інші випадкові обставини. Пристрої, які просто викликають перешкоди, регулюються по-різному. Ненавмисне глушіння відбувається, коли оператор передає на зайнятій частоті без попередньої перевірки, чи він використовується, або не маючи можливості чути станції, що використовують дану частоту. Інша форма ненавмисного глушіння виникає, коли обладнання випадково випромінює сигнал, наприклад, установка кабельного телебачення, яка випадково почала мовити на аварійній частоті літака.

## Розмежування «глушіння» та «перешкоди»
Спочатку терміни використовувались взаємозамінно, але більшість користувачів радіо використовує термін «глушіння» для опису навмисного використання радіошуму чи сигналів у спробі порушити зв'язок (або запобігти прослуховуванню трансляцій), тоді як термін «перешкоджання» використовується для опису ненавмисних форм зриву (які набагато зустрічаються частіше). Однак відмінність все ще не застосовується повсюдно. Про випадкові збої див. електромагнітну сумісність.

## Метод
Навмисне глушіння комунікацій зазвичай спрямоване на радіосигнали, щоб порушити керування військовим боєм. Передавач, налаштований на ту ж частоту, що й приймальне обладнання супротивників, і з тим же типом модуляції, може з достатньою потужністю змінити будь-який сигнал на приймачі. Цифрове бездротове заклинання для сигналів, таких як Bluetooth та WiFi, можливо навіть з дуже низькою потужністю.
Найпоширенішими типами цієї форми глушіння сигналу є випадковий шум, випадковий імпульс, ступінчасті тони, випадковий модульований БС, тональний, поворотний, імпульсний, іскровий, записані звуки, чайки та проміжок. Їх можна розділити на дві групи: очевидні та приховані.
Очевидне глушіння легко виявити, оскільки його можна почути на приймальному обладнанні. Зазвичай це певний тип шуму, наприклад, ступінчасті тони, код з випадковими клавішами, імпульси, музика (часто спотворена), нерівномірні тони, сильно спотворена мова, випадковий шум (шипіння) та записані звуки. Можуть бути використані різні комбінації цих методів, які часто супроводжуються регулярним ідентифікаційним сигналом морзе, що дозволяє ідентифікувати окремих передавачів для оцінки їх ефективності. Наприклад, Китай, широко використовує глушіння, відтворюючи традиційну китайську музику (див. також номерні радіостанції).
Метою цього виду глушіння є блокування прийому переданих сигналів та проблеми в роботі оператора, що приймає сигнал. Одна з ранніх спроб СРСР заглушити західні станції використовувала шум від дизельного генератора, який живив передавач глушіння.
Приховане глушіння — це глушіння, під час якого на пристрої, що приймає, не чути звуку. Радіо не приймає вхідні сигнали, але оператору здається, що все працює нормально.
Цифрові сигнали використовують складні методи модуляції, такі як фазова. Ці сигнали дуже сильні за наявності перешкод. Але сигнал покладається на так звану «домовленість» між передавачем і приймачем для виявлення безпеки й способу передачі даних. Якщо пристрій глушіння надсилає пакети даних на початку обміну даними, одержувач очікуватиме дані від нього, а заглушувач повернеться до першого етапу (початок обміну даними). Цей метод затримує приймач у нескінченному циклі, де він намагається ініціювати з'єднання, яке ніколи не починається, що ефективно блокує будь-яку іншу передачу даних.
Bluetooth та інші побутові протоколи, такі як WiFi, мають вбудовані детектори, так що вони передають дані лише тоді, коли канал вільний. Проста безперервна передача по даному каналу буде постійно зупиняти роботу передавача. Інші заглушувачі працюють, аналізуючи заголовки пакетів і, залежно від джерела або призначення, вибірково передають дані в кінці повідомлення, пошкоджуючи пакет.

### Види джемерів
- Портативні джемери — це пристрої розміром з телефон та малопотужні девайси. Вони можуть блокувати отримання даних на відстані до 15 метрів без перешкод.
- Стаціонарні джемери дорожчі та потужніші. Зазвичай вони мають більший радіус глушіння й ширший діапазон частот. Сильні джемери можуть вимагати додаткового охолодження через перегрів. Стаціонарні глушіння зазвичай мають дальність до 100 метрів і потребують джерела живлення 230 В.
- Саморобні джемери — це пристрої малої потужності, які працюють у невеликих межах. Однак покриття можна розширити за допомогою широкосмугових підсилювачів.[5]

## Історія
У 1970-х в СРСР глушили тільки ідеологічних ворогів — «Радіо Свобода» різними мовами, а також російськомовні програми «Голосу Ізраїлю», «Радіо Пекін», «Радіо Тирана». Глушили також більшість програм «Радіо Вільна Європа», яке здійснювало мовлення на країни соціалістичного табору. Різка зміна ситуації настала після введення контингенту військ СРСР в Афганістан. З 1980 СРСР почав глушіння російськомовних програм трьох гігантів іноземного радіомовлення — радіостанцій «Голос Америки», «BBC» і «Німецька хвиля». Глушіння Радіо «Свобода» та інших станцій було припинено 1988 року.